# Lijst van wapens in Opper-Oostenrijk

Opper-Oostenrijk
Locatie in Oostenrijk

## Bezirk Braunau

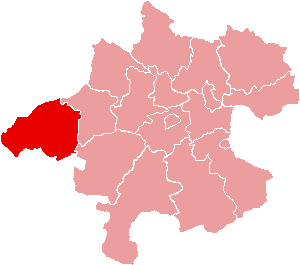
Locatie in Opper-Oostenrijk
Braunau am Inn
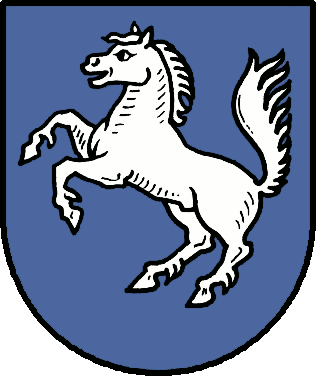
Burgkirchen
Eggelsberg
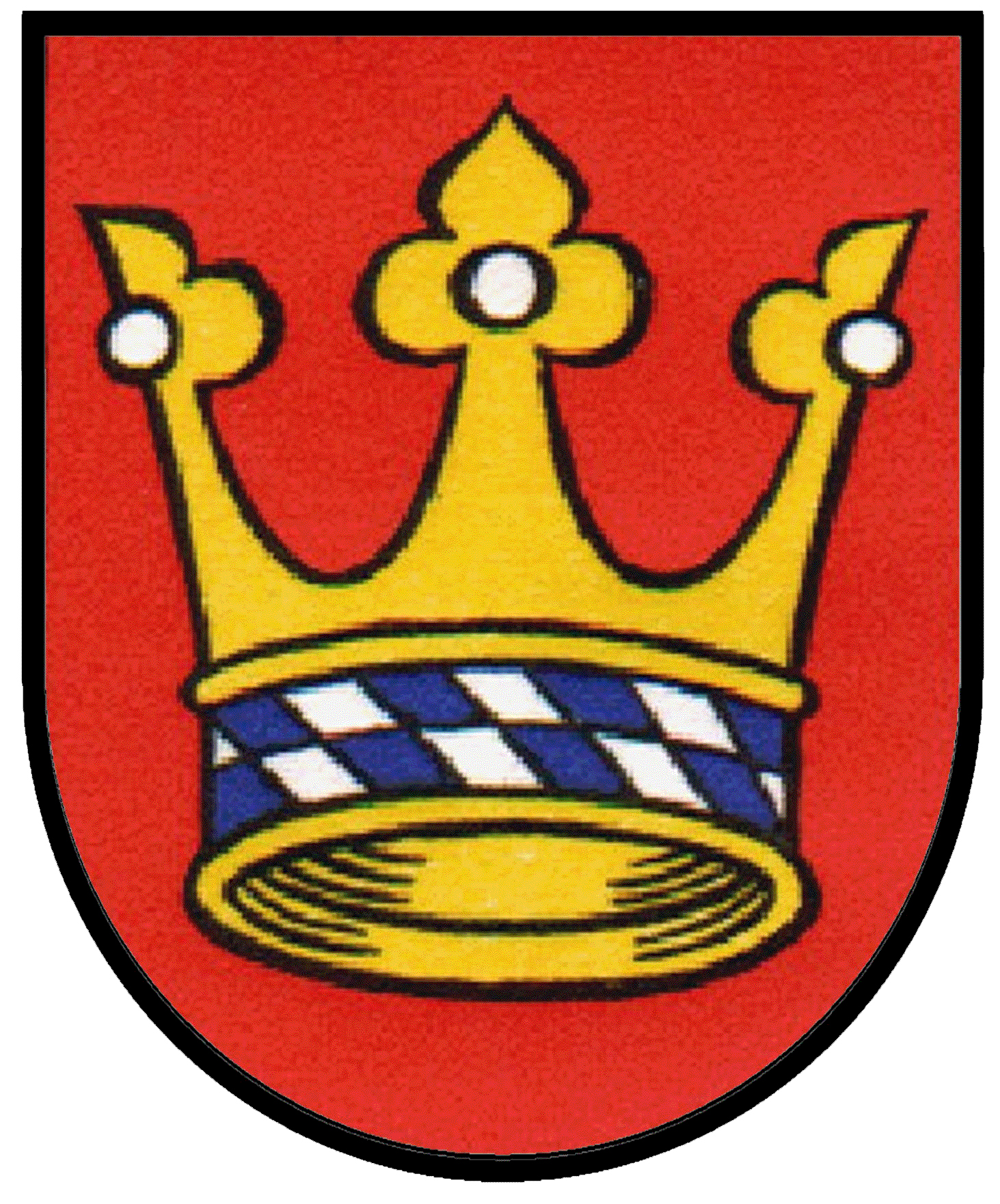
Feldkirchen bei Mattighofen
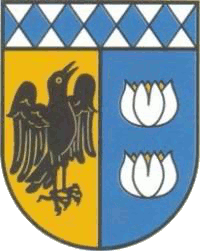
Franking
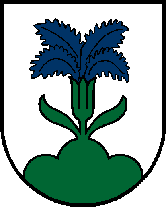
Geretsberg
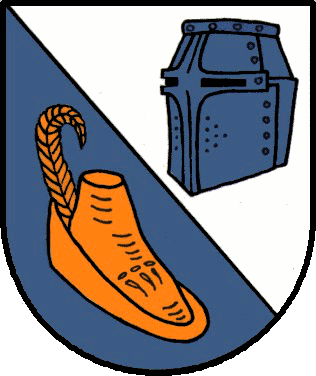
Gilgenberg am Weilhart
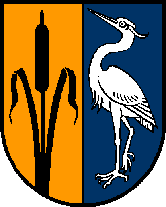
Haigermoos
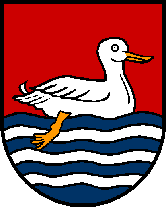
Handenberg
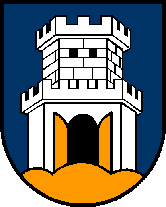
Helpfau-Uttendorf
Hochburg-Ach
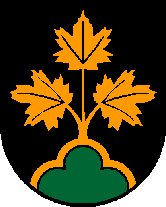
Höhnhart
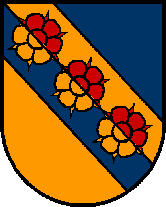
Jeging
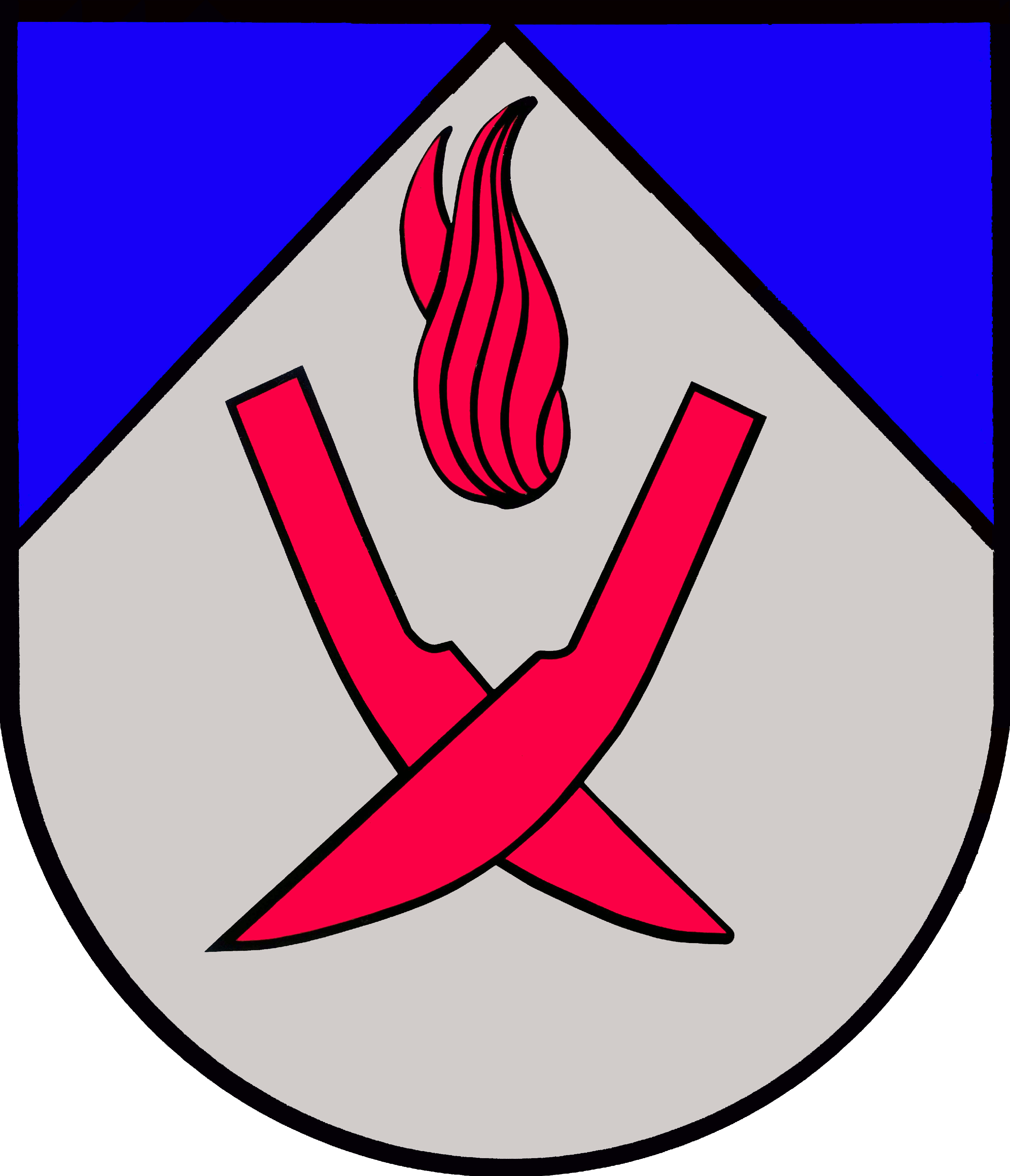
Kirchberg bei Mattighofen
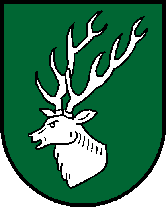
Lengau
Lochen
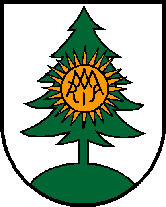
Maria Schmolln
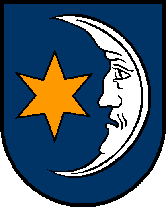
Mattighofen
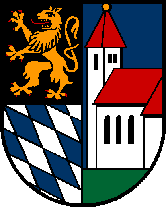
Mauerkirchen
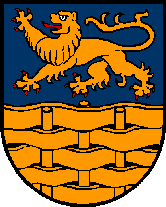
Mining
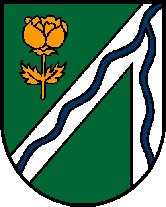
Moosbach
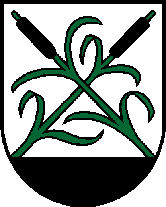
Moosdorf
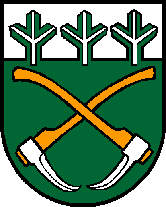
Munderfing
Neukirchen an der Enknach
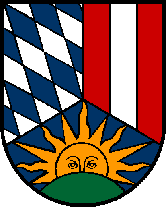
Ostermiething
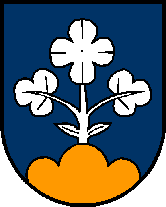
Palting
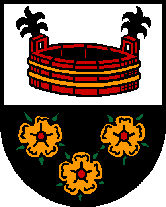
Perwang am Grabensee
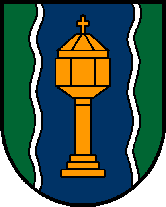
Pfaffstätt
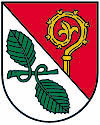
Pischelsdorf am Engelbach
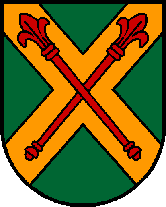
Polling im Innkreis
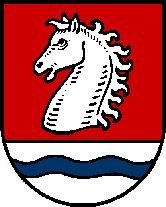
Roßbach
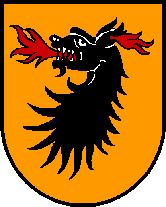
Sankt Georgen am Fillmannsbach
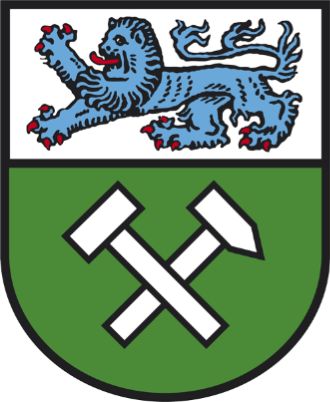
Sankt Pantaleon
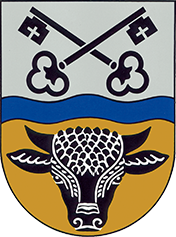
Sankt Peter am Hart
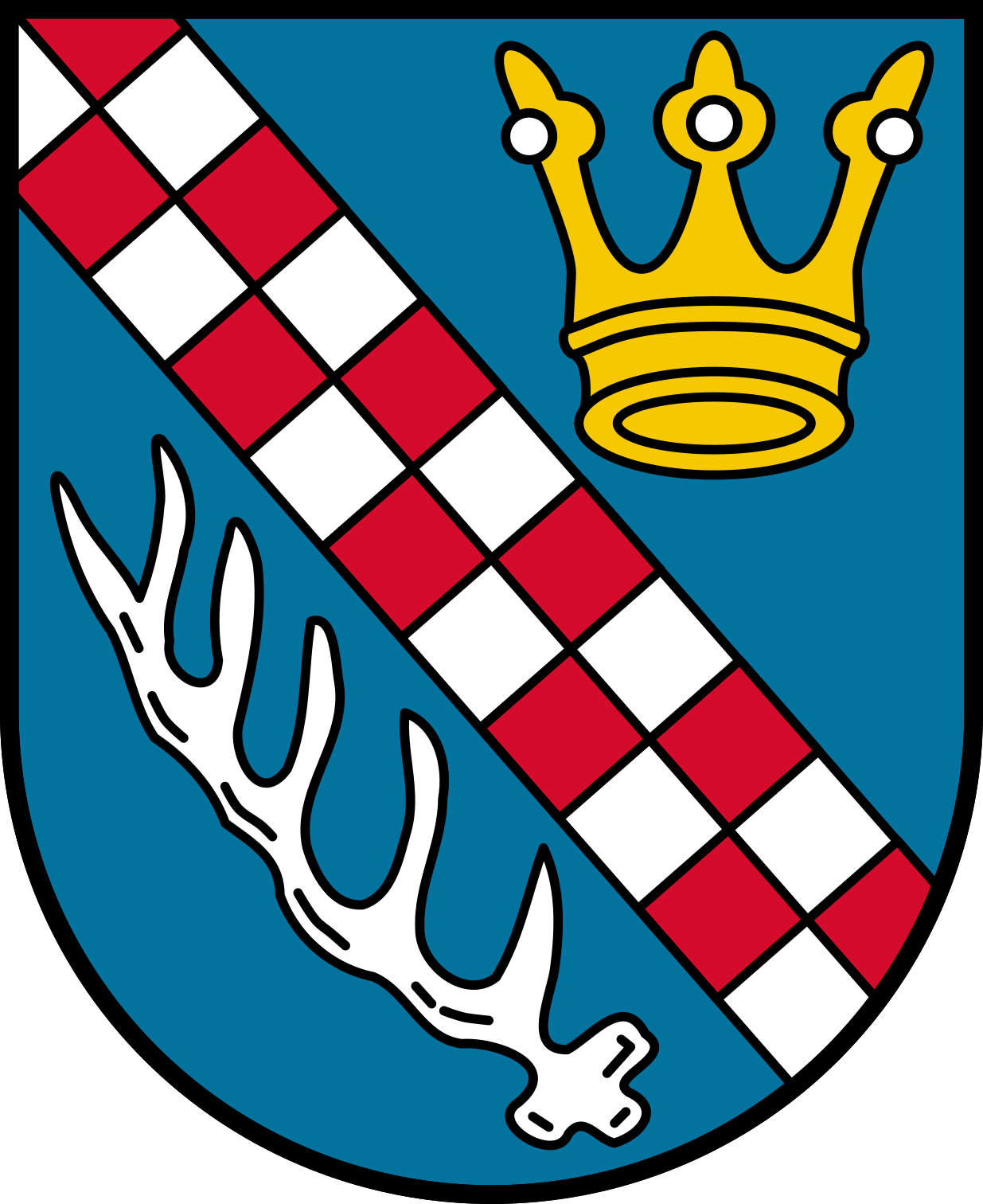
Sankt Radegund
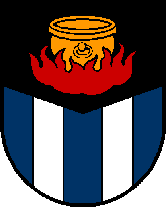
Sankt Veit im Innkreis
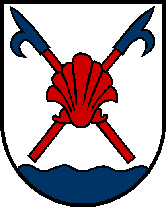
Schalchen
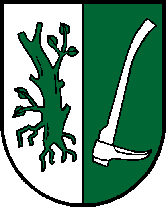
Schwand im Innkreis
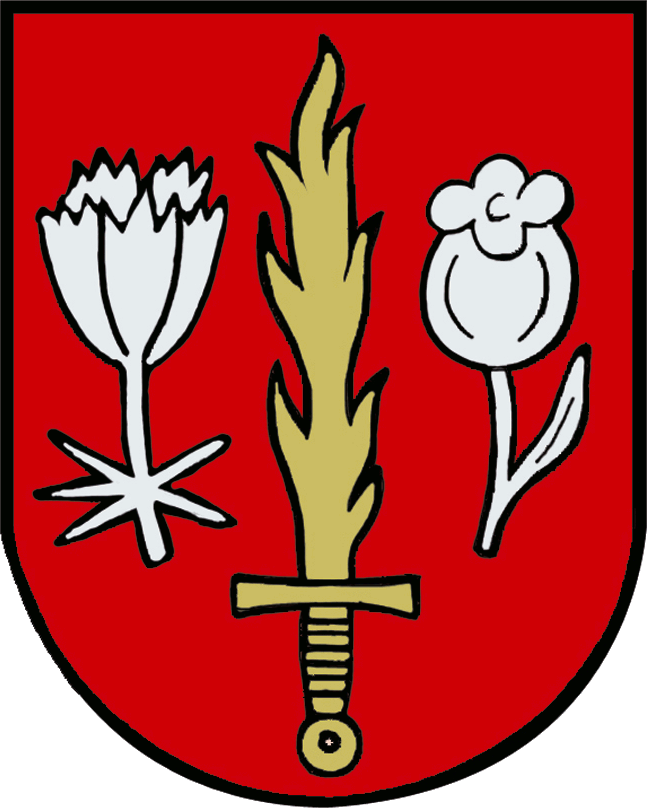
Tarsdorf
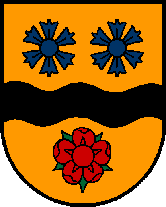
Treubach
Überackern
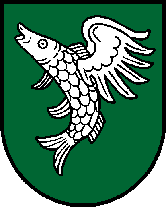
Weng im Innkreis

## Bezirk Eferding

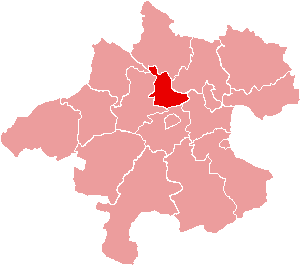
Locatie in Opper-Oostenrijk
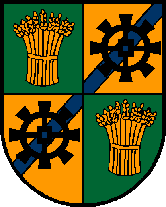
Fraham
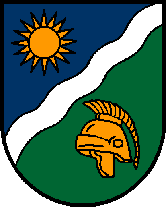
Haibach ob der Donau
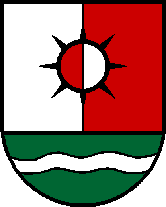
Hinzenbach
Prambachkirchen
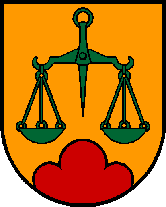
Scharten
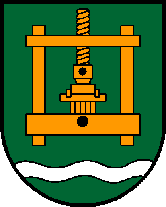
Sankt Marienkirchen an der Polsenz

## Bezirk Freistadt

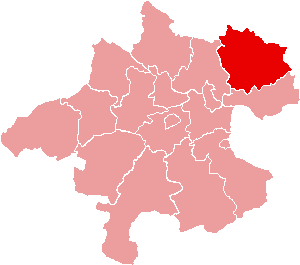
Locatie in Opper-Oostenrijk
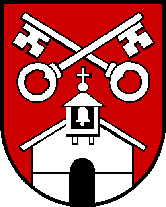
Bad Zell
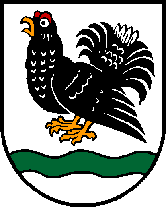
Grünbach
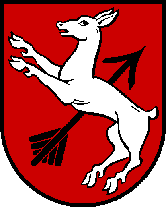
Gutau
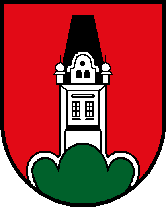
Hagenberg
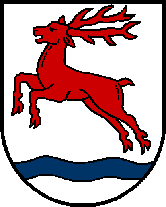
Hirschbach
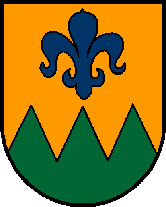
Kaltenberg
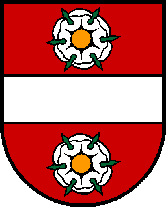
Kefermarkt
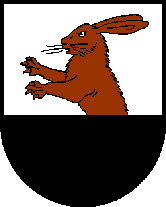
Königswiesen
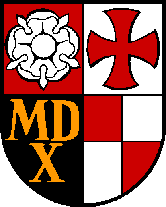
Lasberg
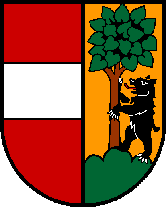
Leopoldschlag
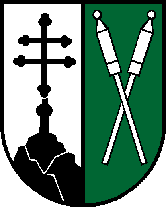
Liebenau
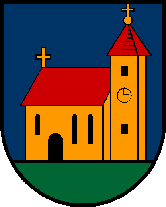
Neumarkt im Mühlkreis
Pregarten
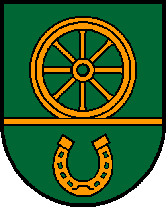
Rainbach im Mühlkreis
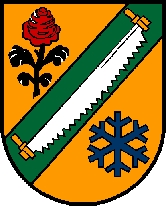
Sandl
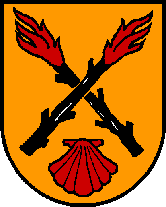
Schönau im Mühlkreis
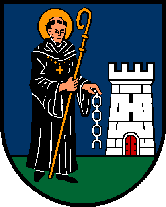
Sankt Leonhard bei Freistadt
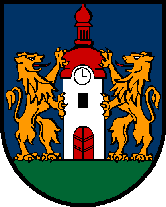
Sankt Oswald bei Freistadt
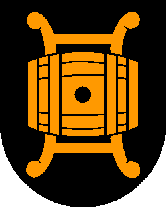
Tragwein
Unterweitersdorf
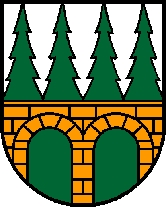
Waldburg
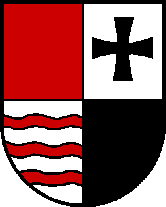
Wartberg ob der Aist
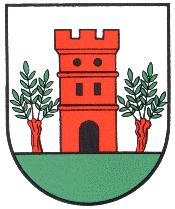
Weitersfelden
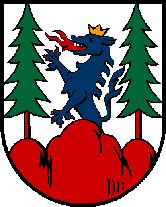
Windhaag bei Freistadt

## Bezirk Gmunden

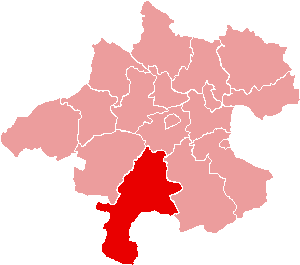
Locatie in Opper-Oostenrijk
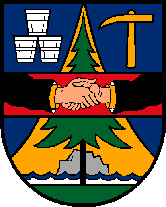
Ebensee
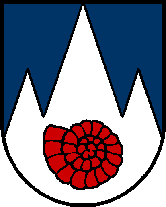
Gosau
Grünau im Almtal
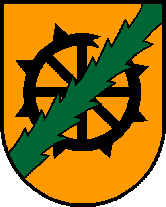
Gschwandt
Kirchham
Laakirchen
Obertraun
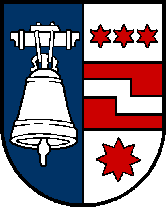
Ohlsdorf
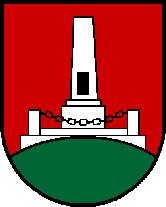
Pinsdorf
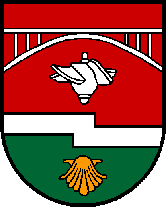
Roitham
Sankt Konrad
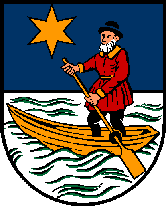
Sankt Wolfgang im Salzkammergut
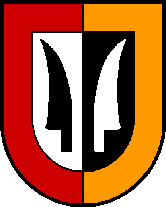
Scharnstein
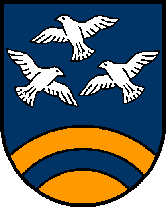
Traunkirchen
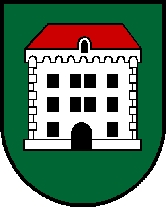
Vorchdorf

## Bezirk Grieskirchen

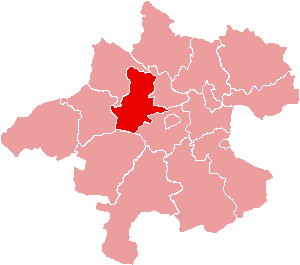
Locatie in Opper-Oostenrijk
Aistersheim
Bad Schallerbach
Bruck-Waasen
Gallspach
Gaspoltshofen
Geboltskirchen
Haag am Hausruck
Heiligenberg
Hofkirchen an der Trattnach
Kallham
Kematen am Innbach
Meggenhofen
Michaelnbach
Natternbach
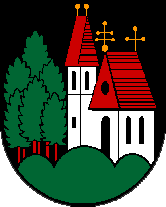
Neukirchen am Walde
Neumarkt im Hausruckkreis
Peuerbach
Pollham
Rottenbach
Schlüßlberg
Sankt Agatha
Sankt Georgen bei Grieskirchen
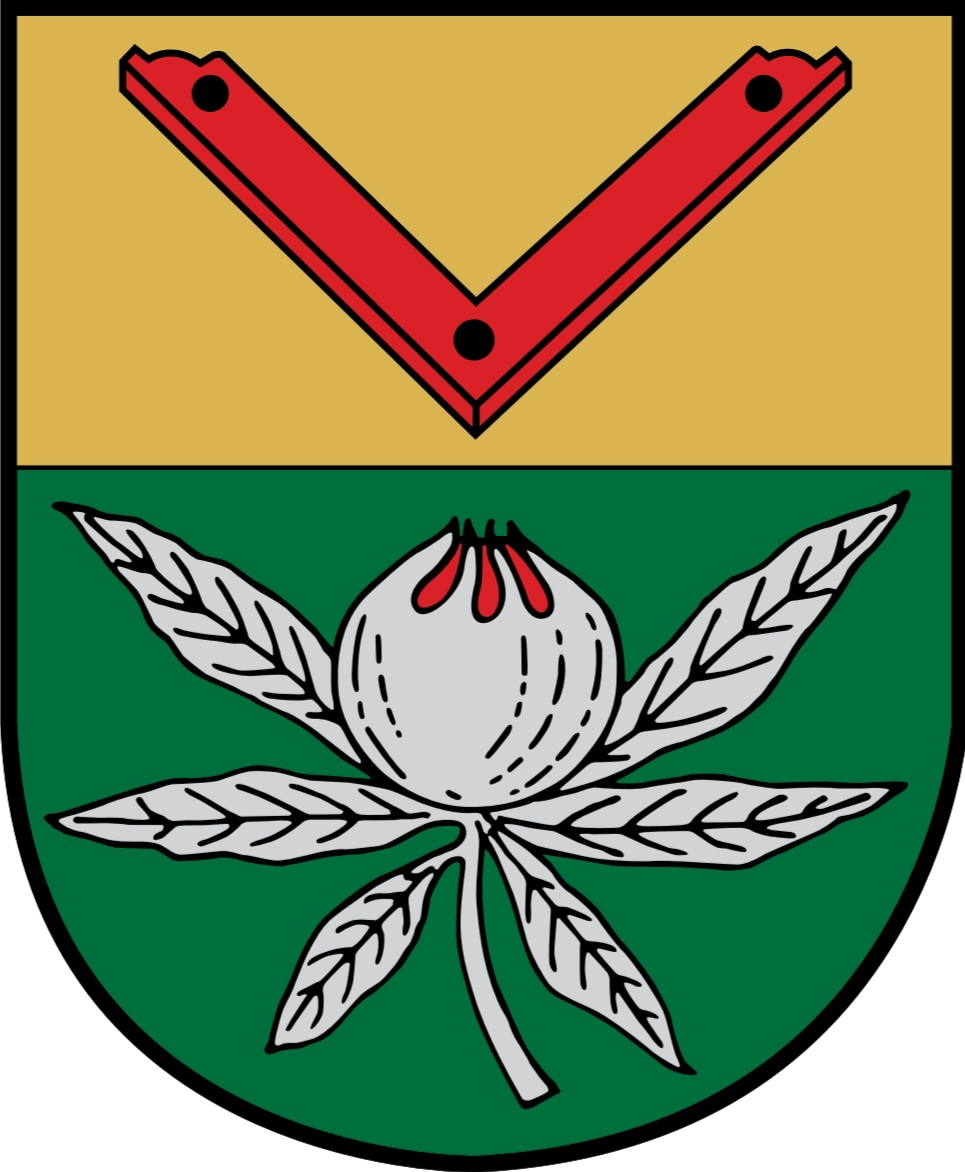
Sankt Thomas
Steegen
Taufkirchen an der Trattnach
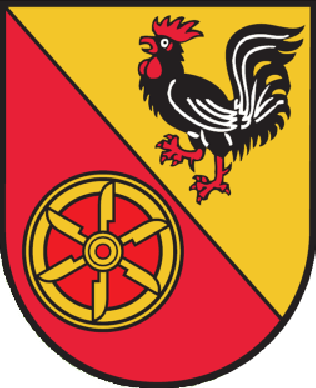
Tollet
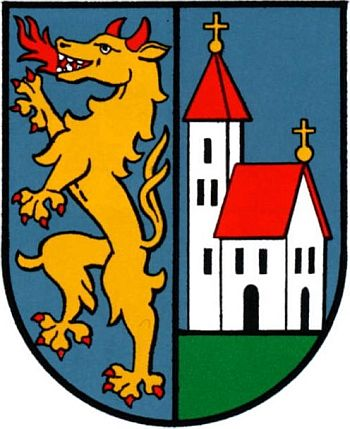
Waizenkirchen

## Bezirk Kirchdorf

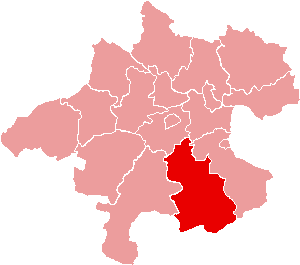
Locatie in Opper-Oostenrijk
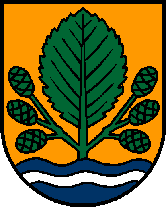
Edlbach
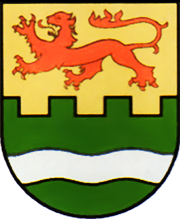
Grünburg
Hinterstoder
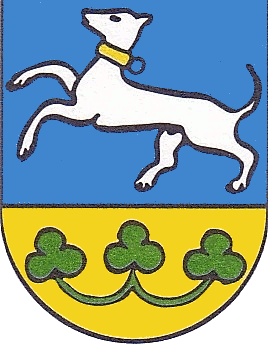
Inzersdorf im Kremstal
Klaus an der Pyhrnbahn
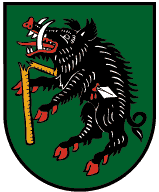
Kremsmünster
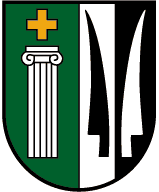
Micheldorf in Oberösterreich
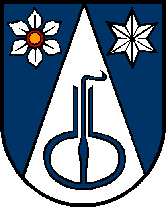
Molln
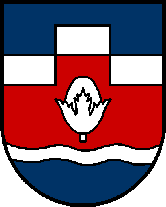
Nußbach
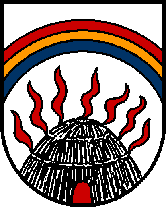
Oberschlierbach
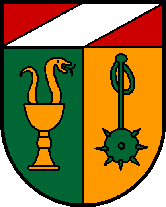
Pettenbach
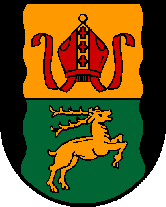
Ried im Traunkreis
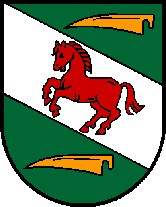
Roßleithen
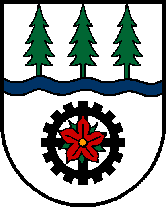
Rosenau am Hengstpaß
Schlierbach
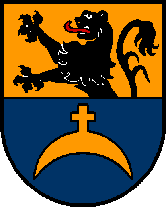
Spital am Pyhrn
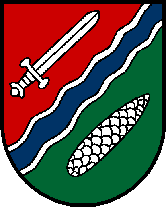
Sankt Pankraz
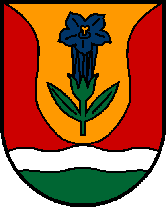
Steinbach am Ziehberg
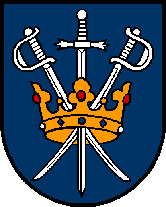
Steinbach an der Steyr
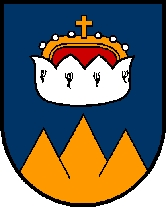
Vorderstoder

## StatutarstadtLinz

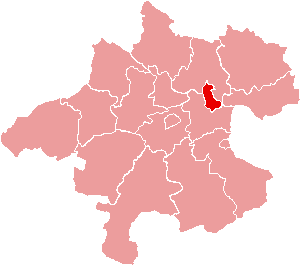
Locatie in Opper-Oostenrijk

## Bezirk Linz-Land

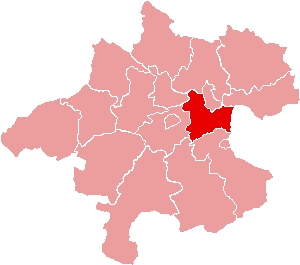
Locatie in Opper-Oostenrijk
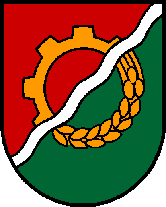
Eggendorf im Traunkreis
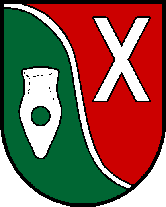
Hargelsberg
Hofkirchen im Traunkreis
Hörsching
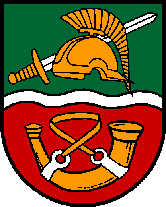
Kematen an der Krems
Kirchberg-Thening
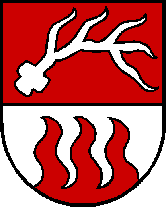
Kronstorf
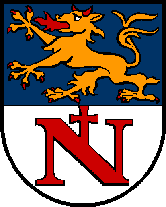
Neuhofen an der Krems
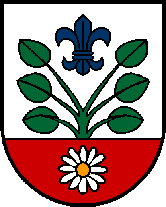
Niederneukirchen
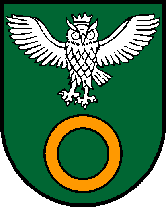
Oftering
Pasching
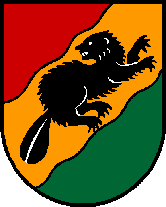
Piberbach
Sankt Florian
Sankt Marien
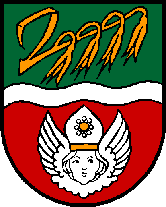
Wilhering

## Bezirk Perg

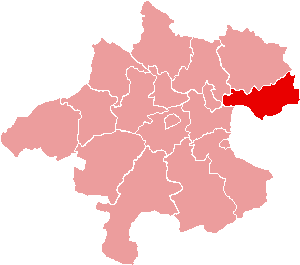
Locatie in Opper-Oostenrijk
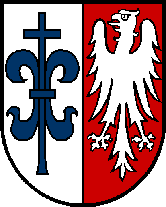
Baumgartenberg
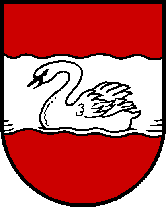
Dimbach
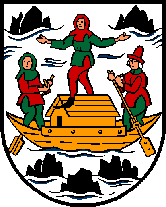
Grein
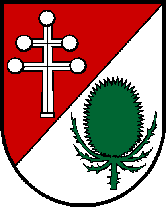
Katsdorf
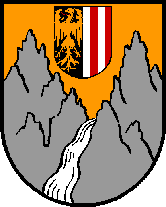
Klam
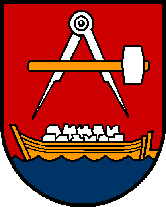
Langenstein
Luftenberg an der Donau
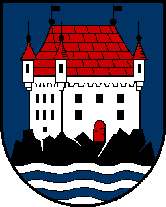
Mauthausen
Münzbach
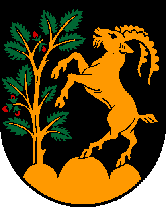
Pabneukirchen
Rechberg
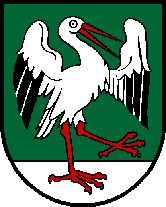
Saxen
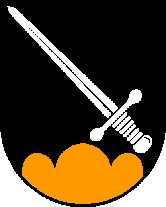
Schwertberg
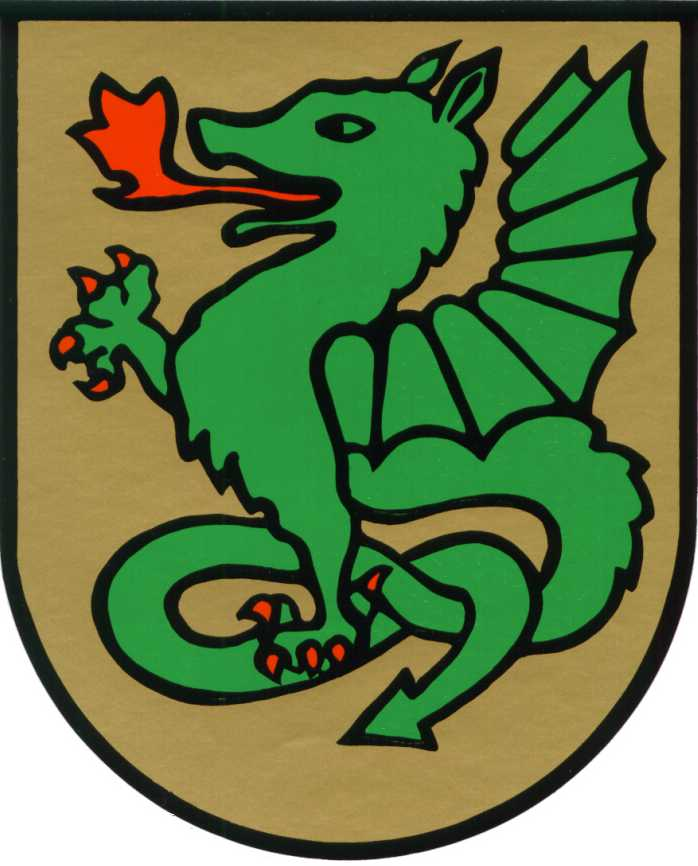
Sankt Georgen am Walde
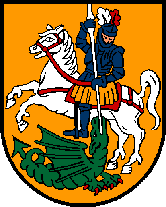
Sankt Georgen an der Gusen
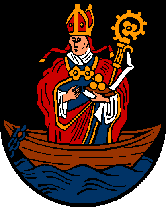
Sankt Nikola an der Donau
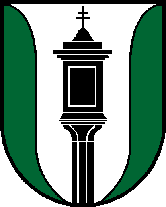
Sankt Thomas am Blasenstein
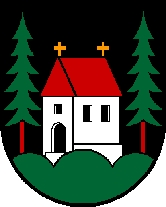
Waldhausen im Strudengau

## Bezirk Ried

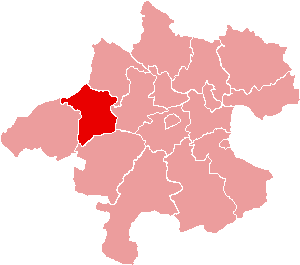
Locatie in Opper-Oostenrijk
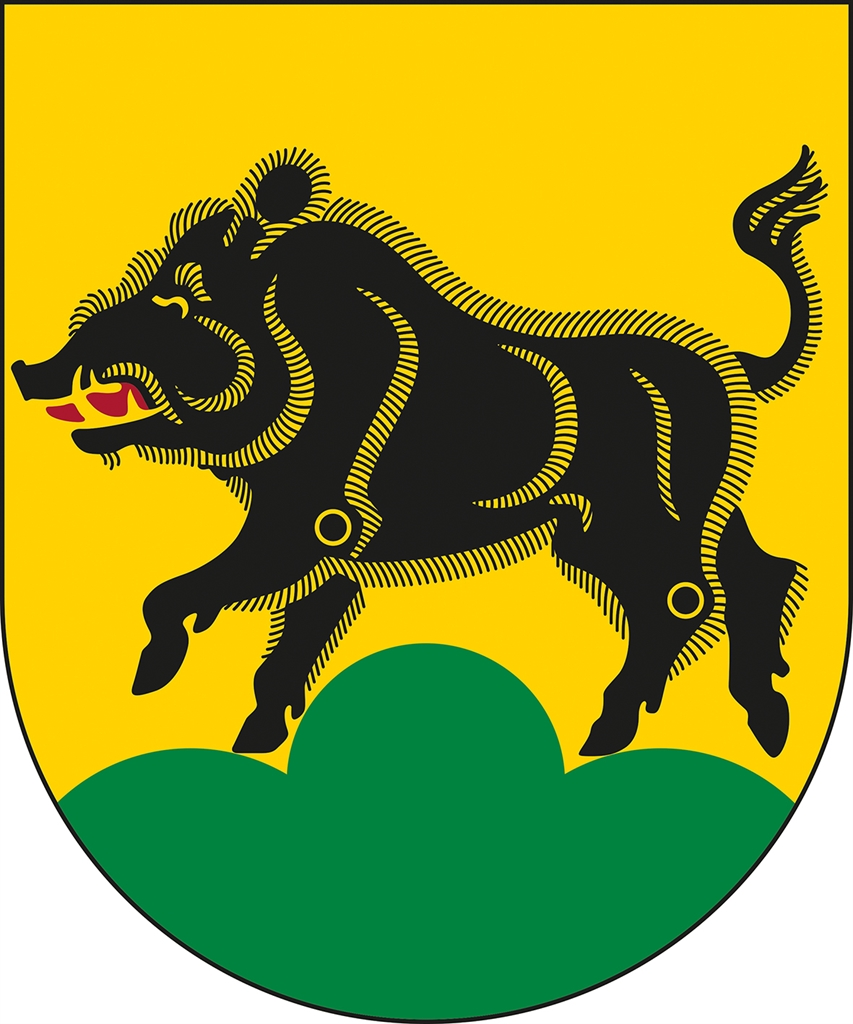
Eberschwang
Eitzing
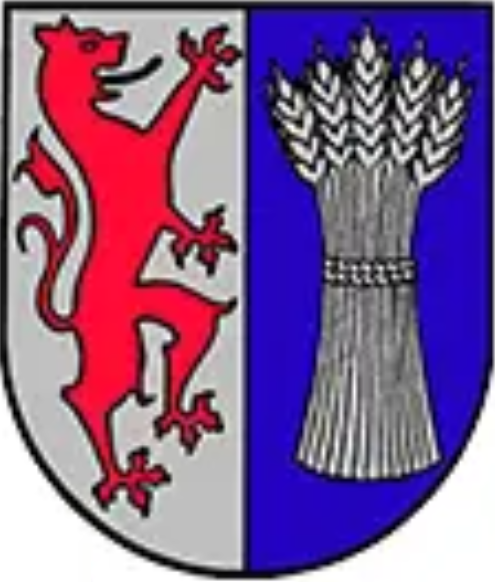
Geinberg
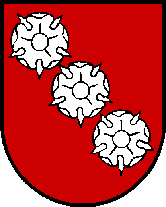
Gurten
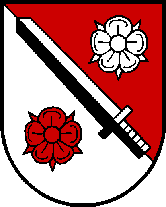
Hohenzell
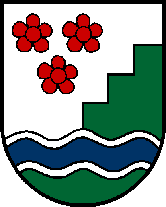
Kirchdorf am Inn
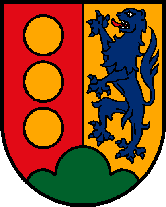
Kirchheim im Innkreis
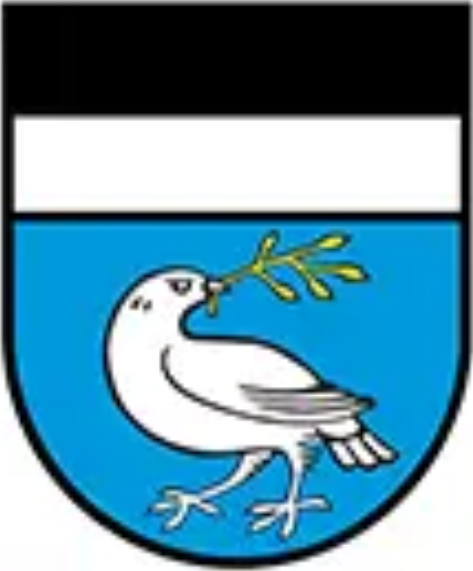
Lambrechten
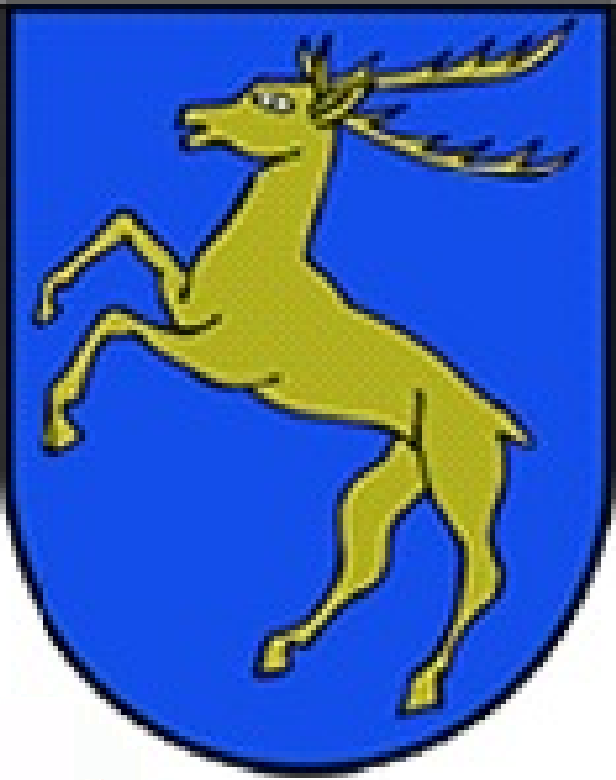
Lohnsburg
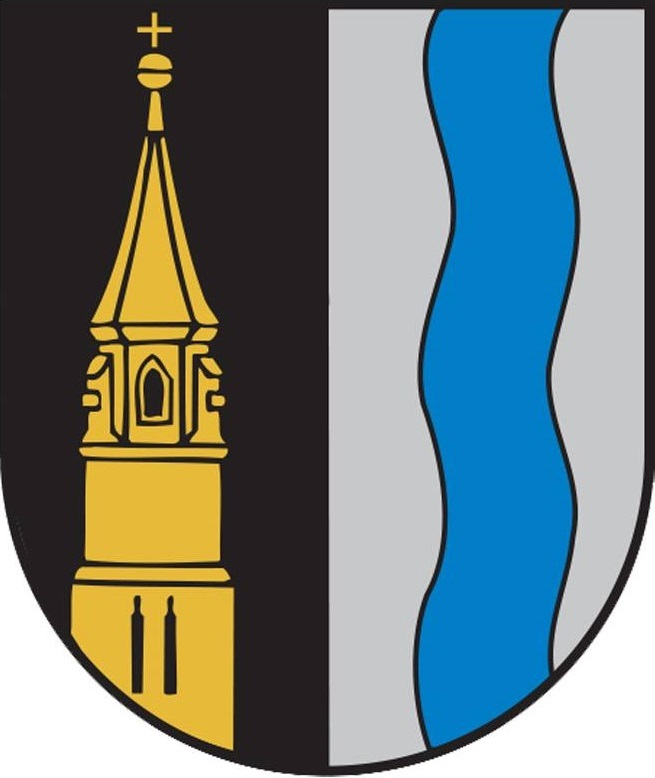
Mehrnbach
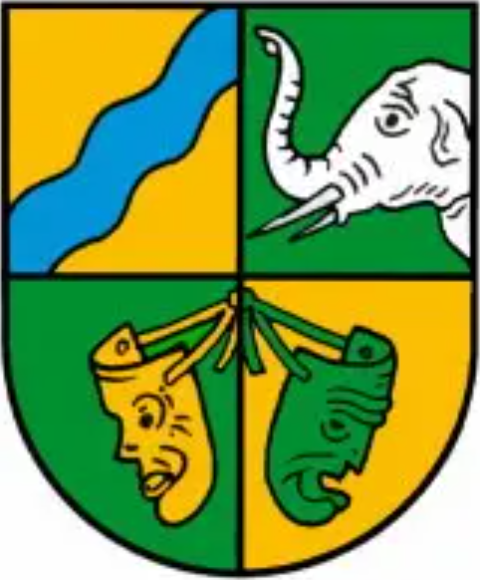
Mettmach
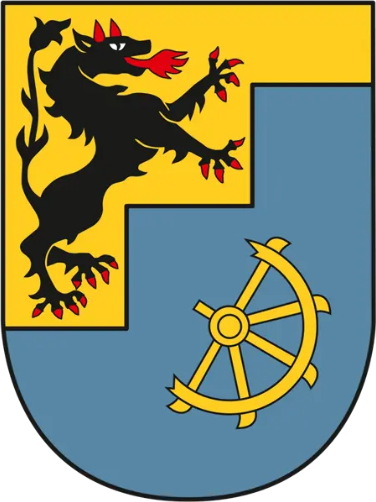
Mörschwang
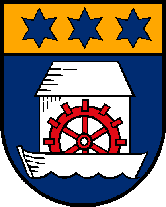
Mühlheim am Inn
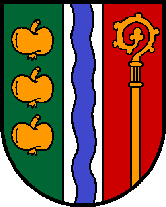
Neuhofen im Innkreis
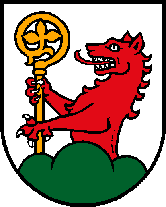
Obernberg am Inn
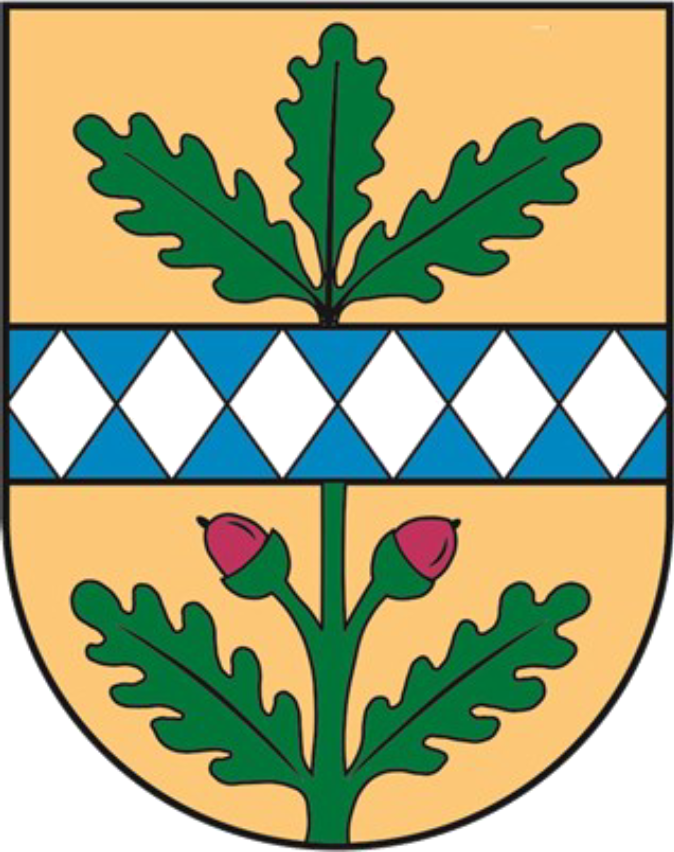
Ort im Innkreis
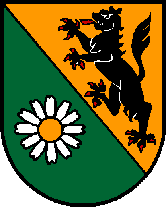
Pattigham
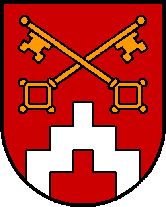
Peterskirchen
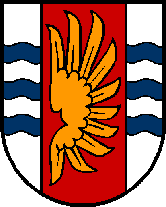
Reichersberg
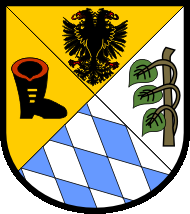
Ried im Innkreis
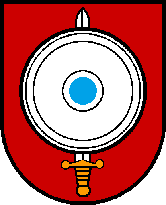
Schildorn
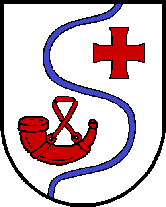
Senftenbach
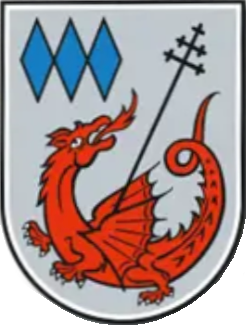
Sankt Georgen bei Obernberg am Inn
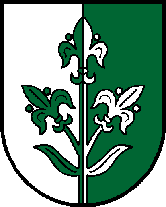
Sankt Marienkirchen am Hausruck
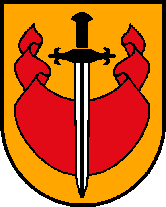
Sankt Martin im Innkreis
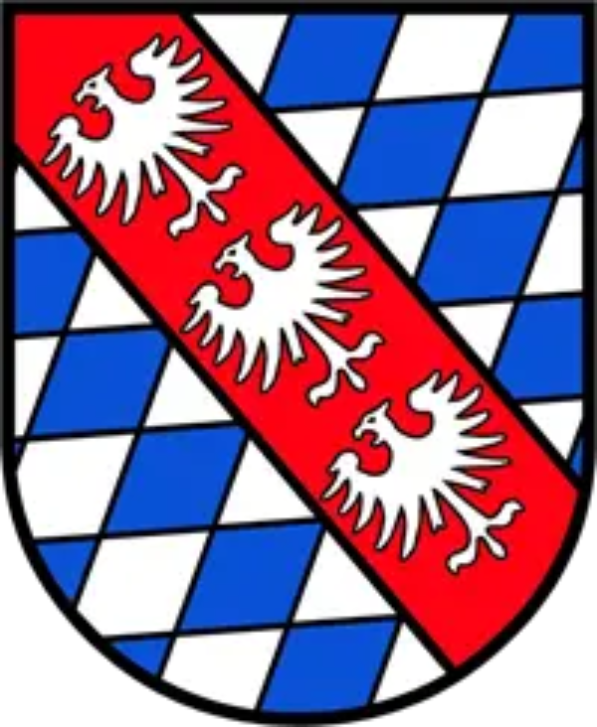
Taiskirchen im Innkreis
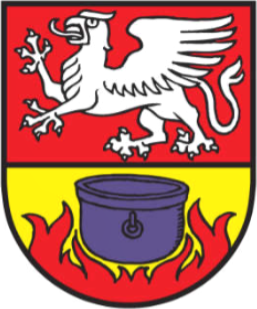
Tumeltsham
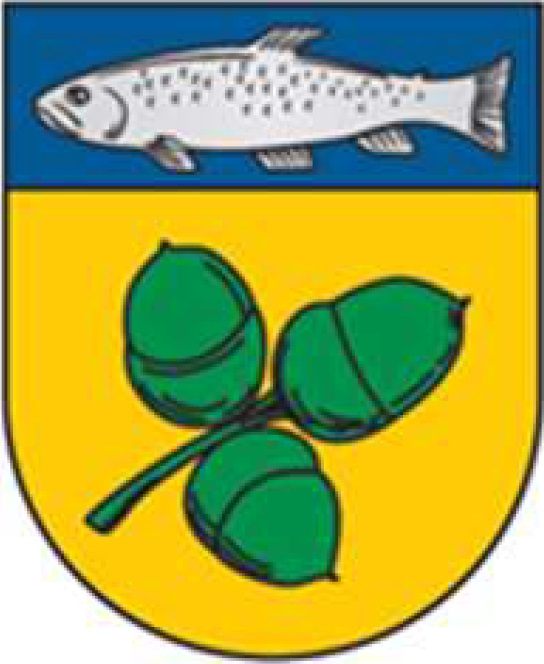
Utzenaich
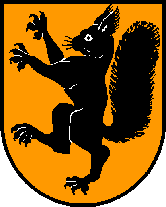
Weilbach
Wippenham

## Bezirk Rohrbach

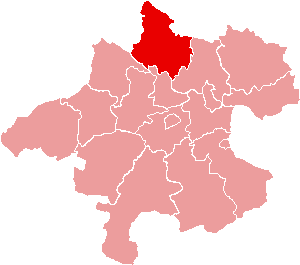
Locatie in Opper-Oostenrijk
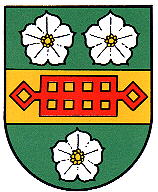
Arnreit
Berg bei Rohrbach
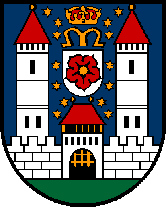
Haslach an der Mühl
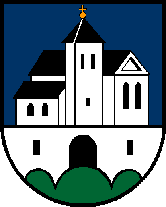
Hofkirchen im Mühlkreis
Hörbich
Julbach
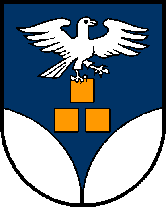
Klaffer am Hochficht
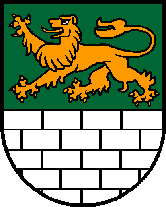
Kleinzell im Mühlkreis
Kollerschlag
Lembach im Mühlkreis
Lichtenau im Mühlkreis
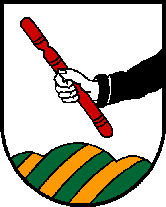
Nebelberg
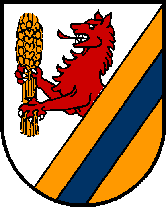
Neufelden
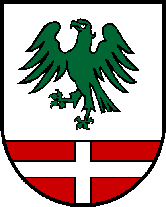
Neustift im Mühlkreis
Niederkappel
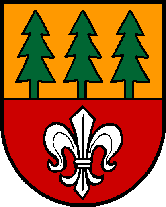
Niederwaldkirchen
Oberkappel
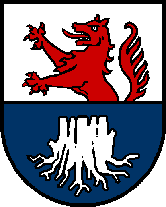
Oepping
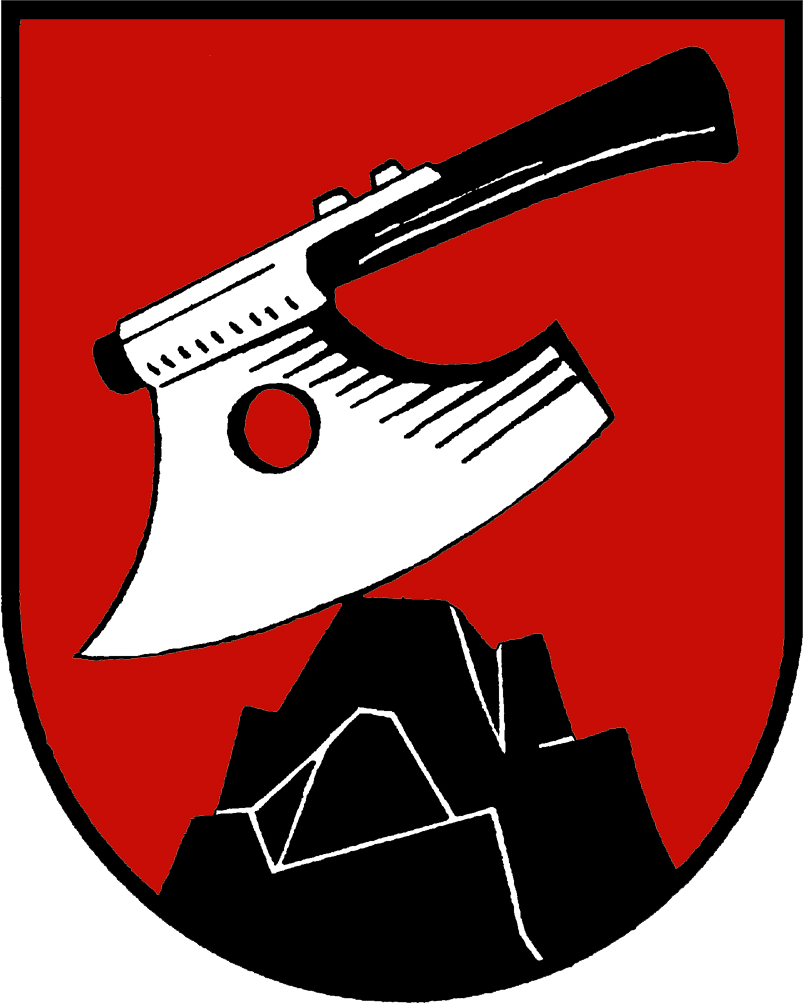
Peilstein im Mühlviertel
Pfarrkirchen im Mühlkreis
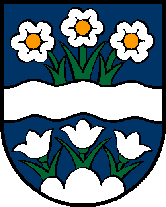
Putzleinsdorf
Rohrbach
Sarleinsbach
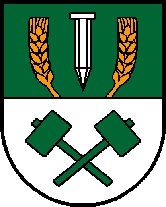
Schlägl
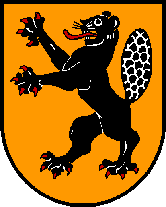
Schönegg
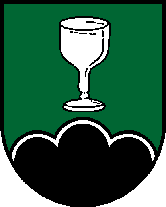
Schwarzenberg am Böhmerwald
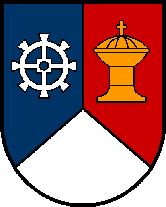
Sankt Johann am Wimberg
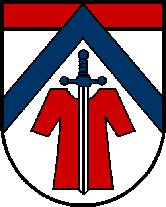
Sankt Martin im Mühlkreis
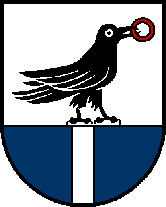
Sankt Oswald bei Haslach
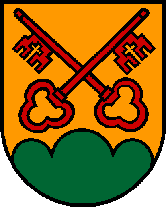
Sankt Peter am Wimberg
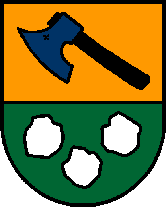
Sankt Stefan am Walde
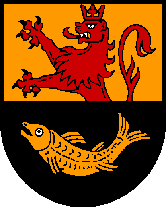
Sankt Ulrich im Mühlkreis
Sankt Veit im Mühlkreis
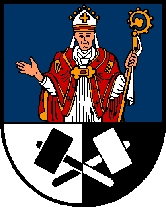
Ulrichsberg

## Bezirk Schärding

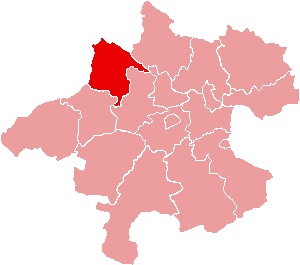
Locatie in Opper-Oostenrijk
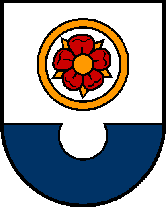
Brunnenthal
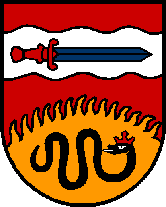
Diersbach
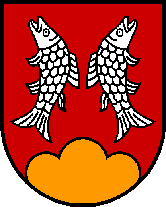
Dorf an der Pram
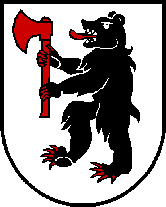
Eggerding
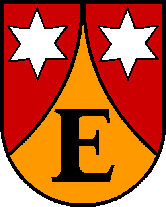
Engelhartszell an der Donau
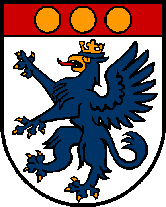
Enzenkirchen
Esternberg
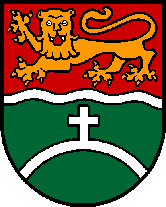
Freinberg
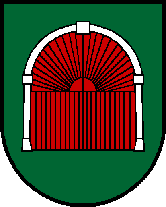
Mayrhof
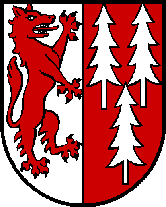
Münzkirchen
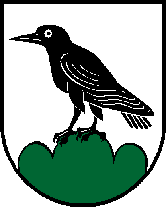
Raab
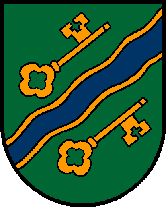
Rainbach im Innkreis
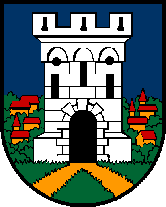
Riedau
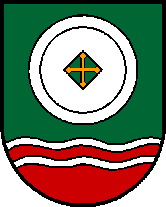
Sankt Florian am Inn
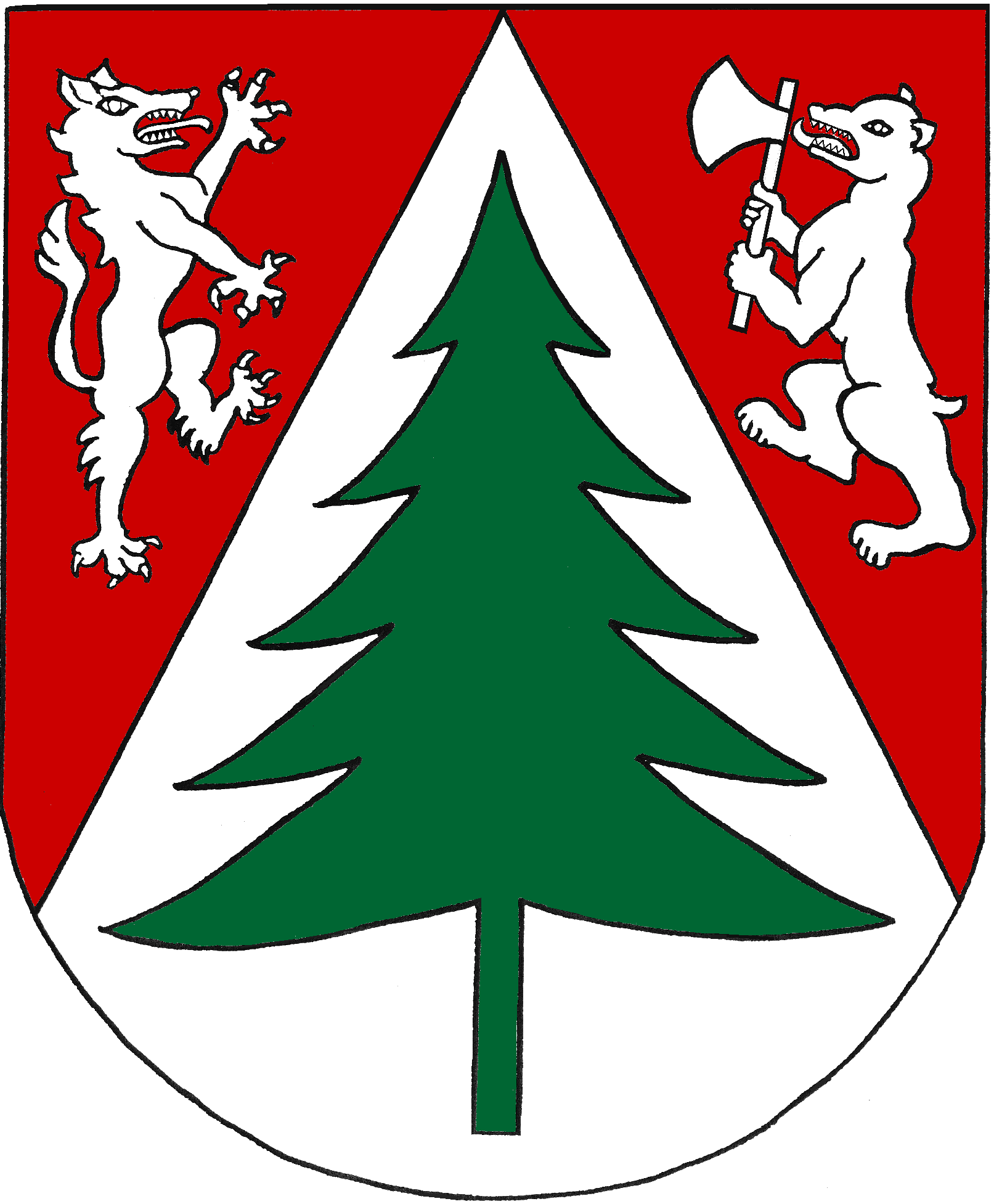
Sankt Marienkirchen bei Schärding
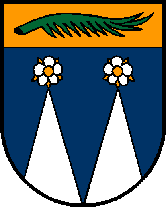
Sankt Roman
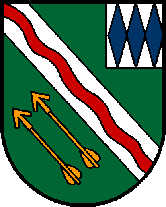
Sankt Willibald
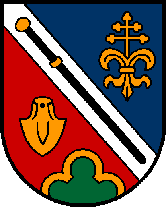
Schardenberg
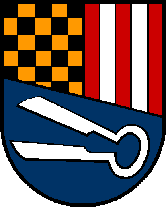
Schärding
Sigharting
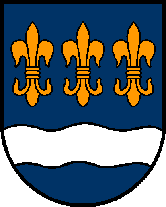
Suben
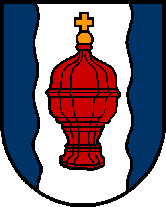
Taufkirchen an der Pram
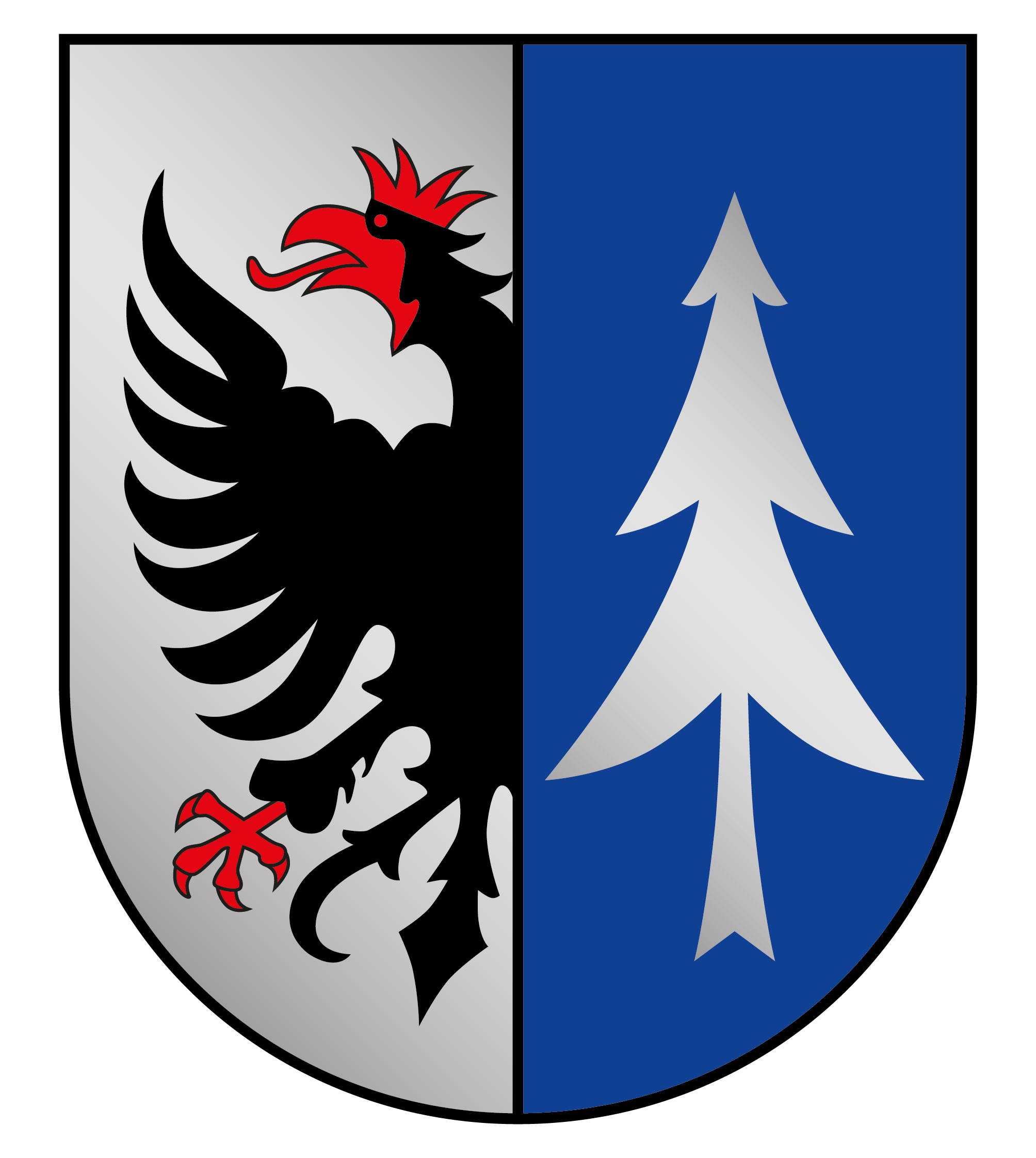
Vichtenstein
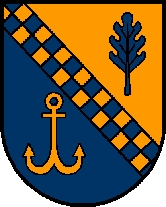
Waldkirchen am Wesen
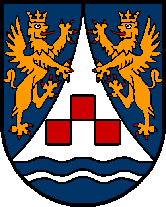
Wernstein am Inn
Zell an der Pram

## StatutarstadtSteyr

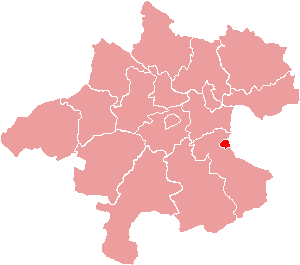
Locatie in Opper-Oostenrijk
Steyr

## BezirkSteyr-Land

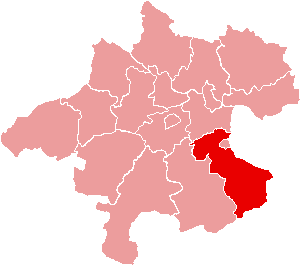
Locatie in Opper-Oostenrijk
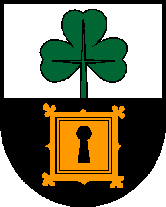
Dietach
Gaflenz
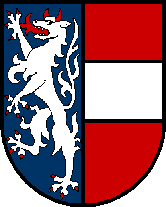
Garsten
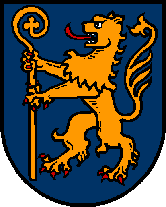
Großraming
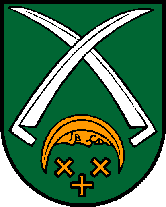
Laussa
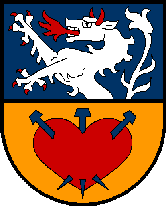
Losenstein
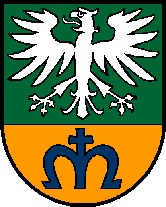
Maria Neustift
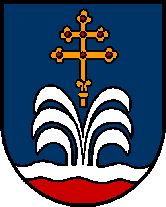
Pfarrkirchen bei Bad Hall
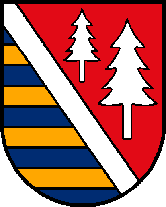
Reichraming
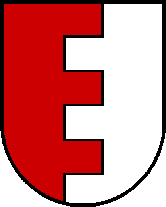
Rohr im Kremstal
Schiedlberg
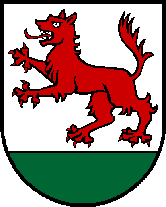
Sierning
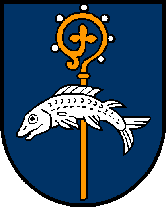
Sankt Ulrich bei Steyr
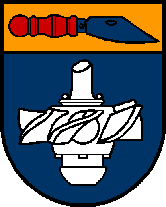
Ternberg
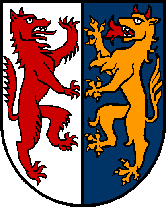
Wolfern

## BezirkUrfahr-Umgebung

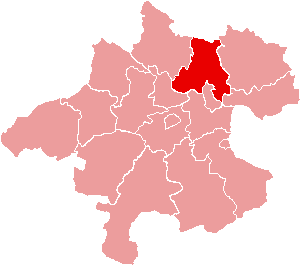
Locatie in Opper-Oostenrijk
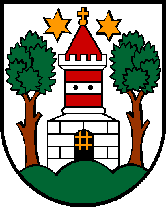
Bad Leonfelden
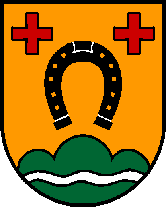
Eidenberg
Engerwitzdorf
Feldkirchen an der Donau
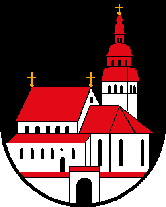
Gallneukirchen
Goldwörth
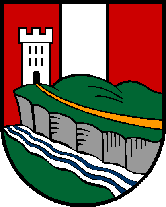
Gramastetten
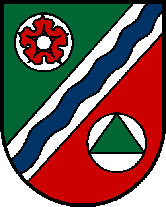
Haibach im Mühlkreis
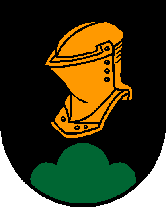
Hellmonsödt
Herzogsdorf
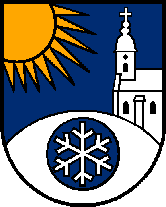
Kirchschlag bei Linz
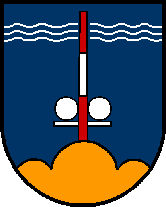
Lichtenberg
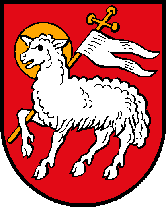
Oberneukirchen
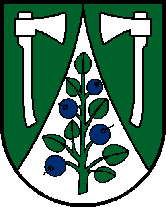
Ottenschlag im Mühlkreis
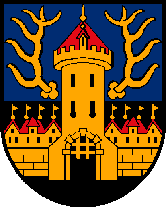
Ottensheim
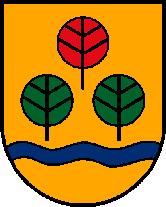
Puchenau
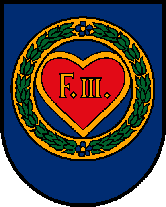
Reichenau im Mühlkreis
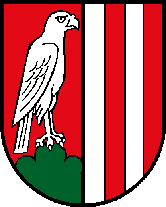
Reichenthal
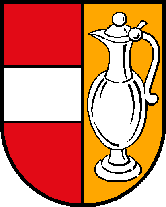
Schenkenfelden
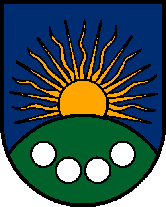
Sonnberg im Mühlkreis
Sankt Gotthard im Mühlkreis
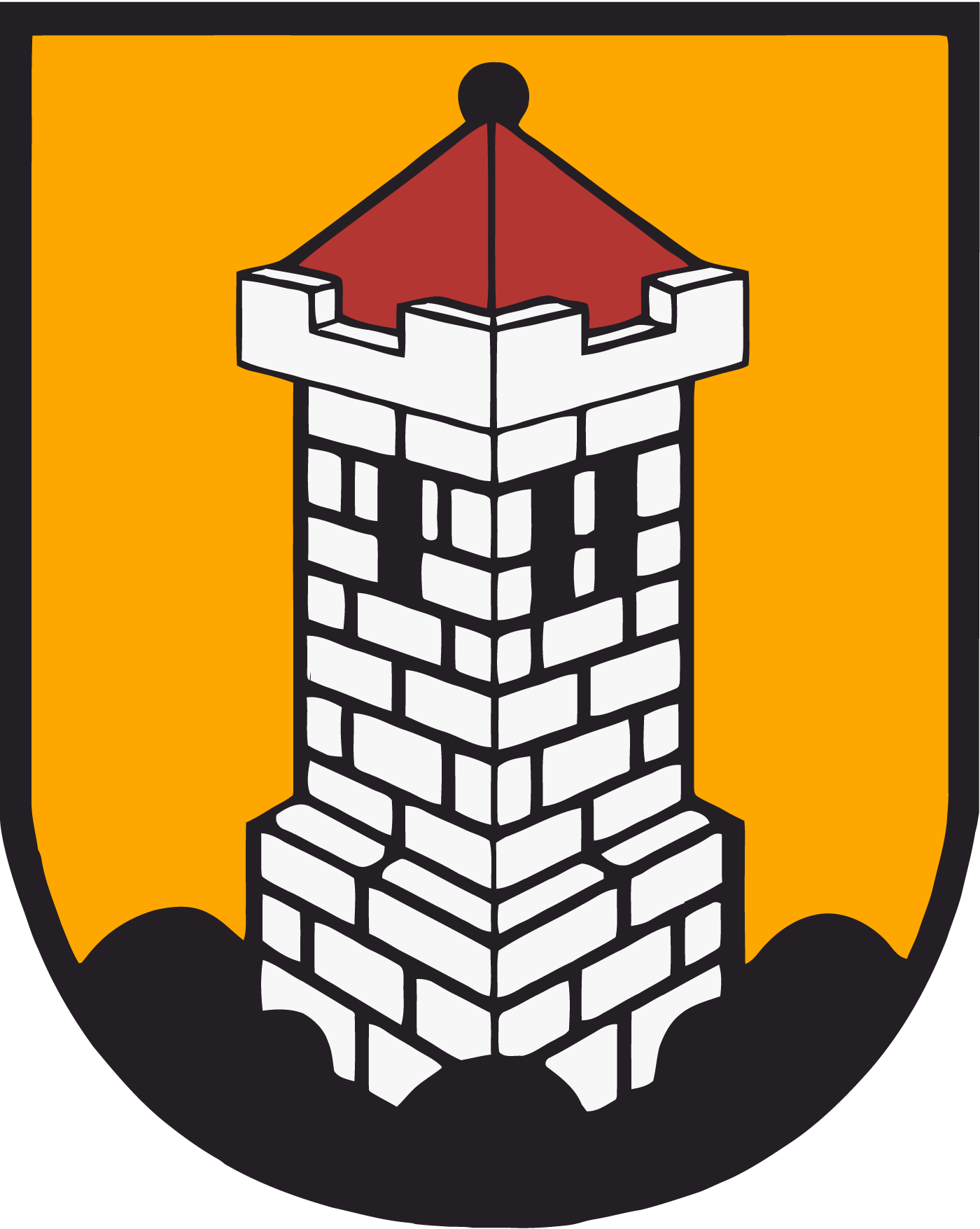
Steyregg
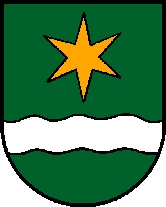
Vorderweißenbach
Walding
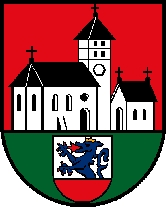
Zwettl an der Rodl

## Bezirk Vöcklabruck

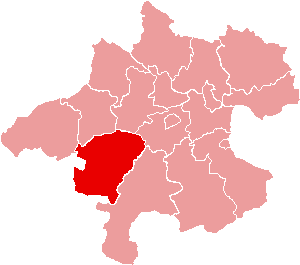
Locatie in Opper-Oostenrijk
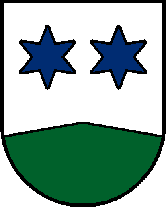
Berg im Attergau
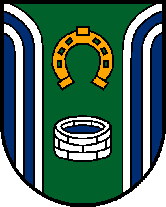
Desselbrunn
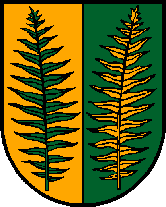
Fornach
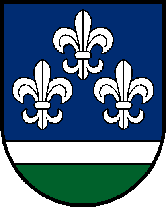
Frankenmarkt
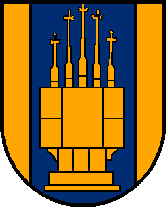
Gampern
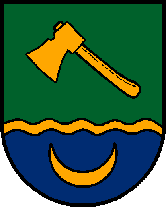
Innerschwand
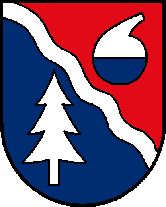
Lenzing
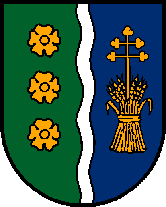
Manning
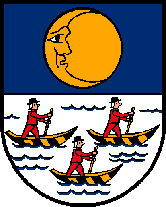
Mondsee
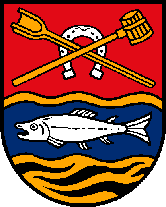
Neukirchen an der Vöckla
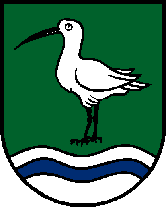
Oberhofen am Irrsee
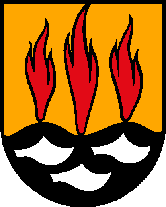
Oberndorf bei Schwanenstadt
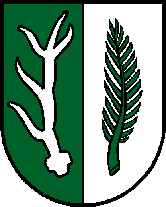
Oberwang
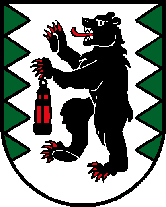
Ottnang am Hausruck
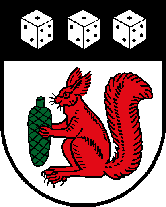
Pfaffing
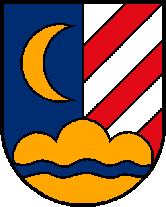
Pilsbach
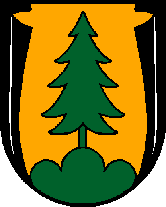
Pitzenberg
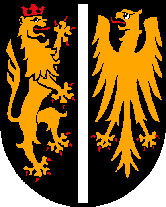
Pöndorf
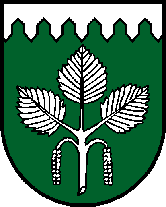
Pühret
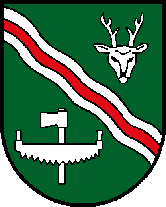
Redleiten
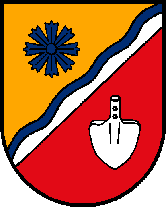
Redlham
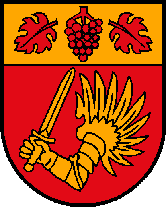
Regau
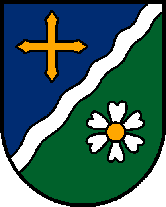
Rutzenham
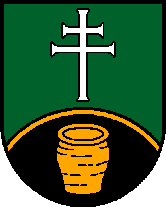
Schlatt
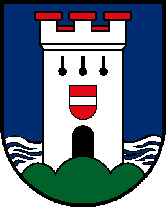
Schörfling am Attersee
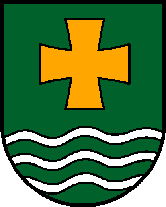
Seewalchen am Attersee
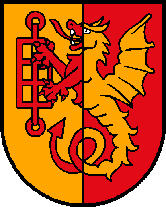
Sankt Lorenz
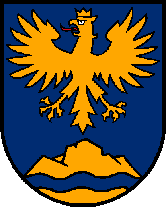
Steinbach am Attersee
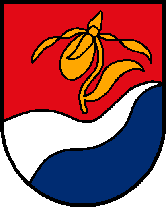
Straß im Attergau
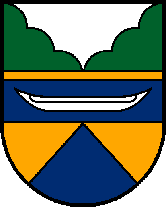
Tiefgraben
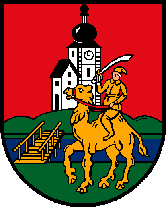
Timelkam
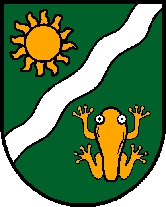
Ungenach
Unterach am Attersee
Vöcklabruck
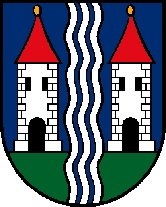
Vöcklamarkt
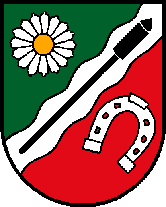
Weißenkirchen im Attergau
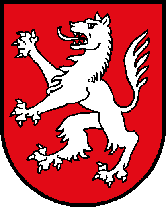
Wolfsegg am Hausruck
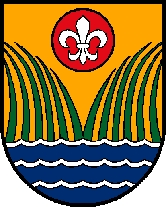
Zell am Moos
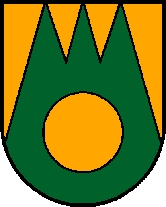
Zell am Pettenfirst

## StatutarstadtWels

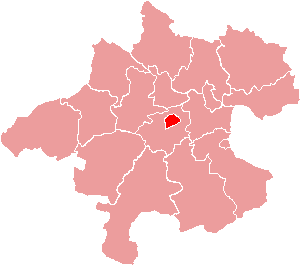
Locatie in Opper-Oostenrijk
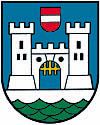
Wels

## Bezirk Wels-Land

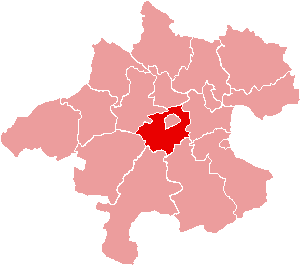
Locatie in Opper-Oostenrijk
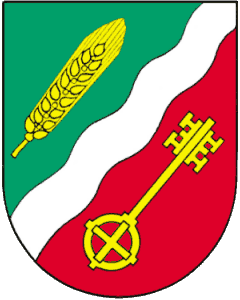
Bachmanning
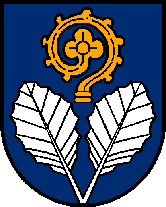
Buchkirchen
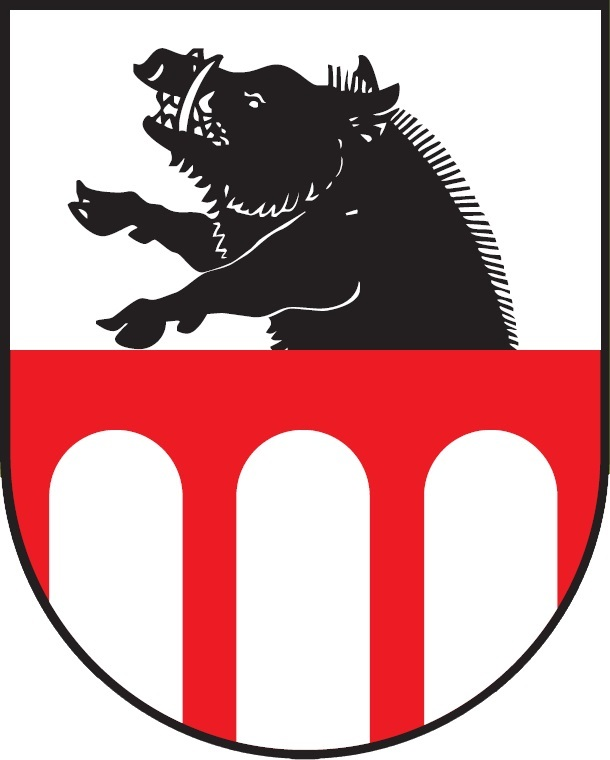
Eberstalzell
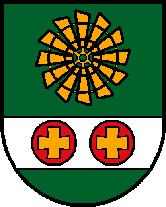
Edt bei Lambach
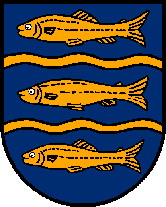
Fischlham
Gunskirchen
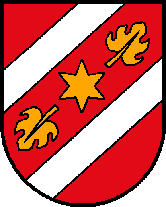
Holzhausen
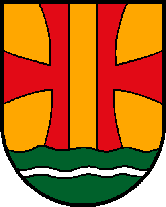
Krenglbach
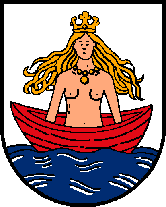
Lambach
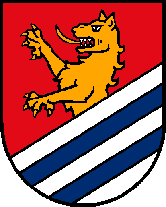
Marchtrenk
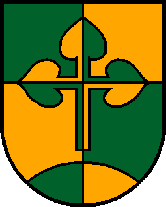
Neukirchen bei Lambach
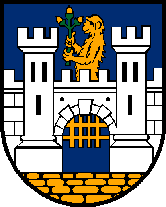
Offenhausen
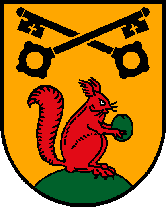
Pennewang
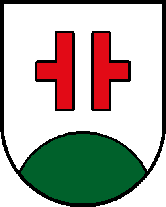
Pichl bei Wels
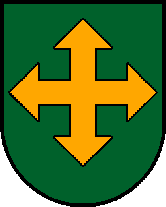
Sattledt
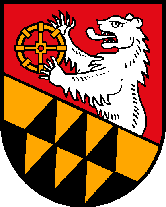
Schleißheim
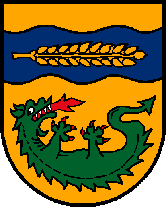
Sipbachzell
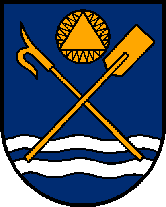
Stadl-Paura
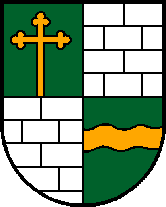
Steinerkirchen an der Traun
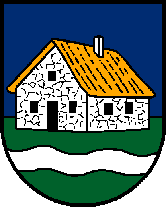
Steinhaus
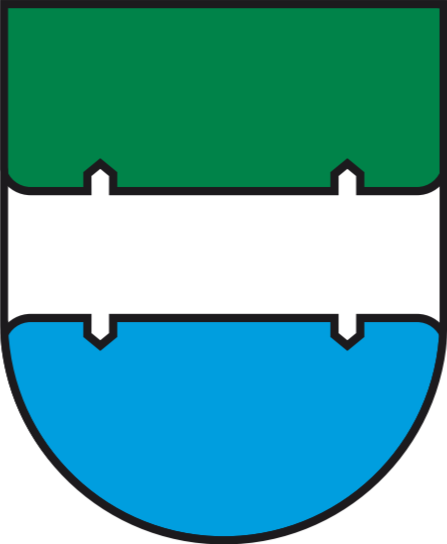
Thalheim bei Wels